# Wiespoint
Wiespoint ist eine Einöde und ein Ortsteil des Marktes Mitterfels im niederbayerischen Landkreis Straubing-Bogen.
Wiespoint gehörte bis zum 30. April 1978 zur Gemeinde Gaishausen, die im Zuge der Gebietsreform in Bayern aufgelöst wurde. Wiespoint liegt an der Einmündung der Kreisstraße SR 4 in die Staatsstraße 2147.

## Haltepunkt der Bahn
Die Bahnstrecke Straubing–Miltach hatte einen Haltepunkt Wiespoint, der nur aus einem Bahnsteig unter der Straßenbrücke nach Dachsberg bestand. Trotz des gleichen Namens gehörten Ort und Haltepunkt immer zu unterschiedlichen Gemeinden. Der Haltepunkt lag zum Zeitpunkt der Streckenstilllegung auf Gebiet der Gemeinde Haselbach, früher auf Gemeindegebiet von Dachsberg.

## Einwohnerentwicklung
| Jahr      | 1838 | 1860 | 1871 | 1875 | 1885 | 1900 | 1916 | 1925 | 1950 | 1961 | 1970 | 1987 |
| --------- | ---- | ---- | ---- | ---- | ---- | ---- | ---- | ---- | ---- | ---- | ---- | ---- |
| Einwohner | 9    | 7    | 6    | 6    | 5    | 10   | 6    | 7    | 6    | 7    | 5    | 6    |

## Geographie
Wiespoint liegt  östlich der Wasserscheide von Menach und Bogenbach und wird über den Wiespointer Bach und Röhrnauer Bach in den Bogenbach entwässert.